# Chiesa di San Tommaso di Boasi
La chiesa di San Tommaso apostolo è un luogo di culto cattolico situato nella frazione di Boasi nel comune di Lumarzo, nella città metropolitana di Genova. La chiesa è sede della parrocchia omonima del vicariato della Val Fontanabuona della diocesi di Chiavari.

## Storia e descrizione

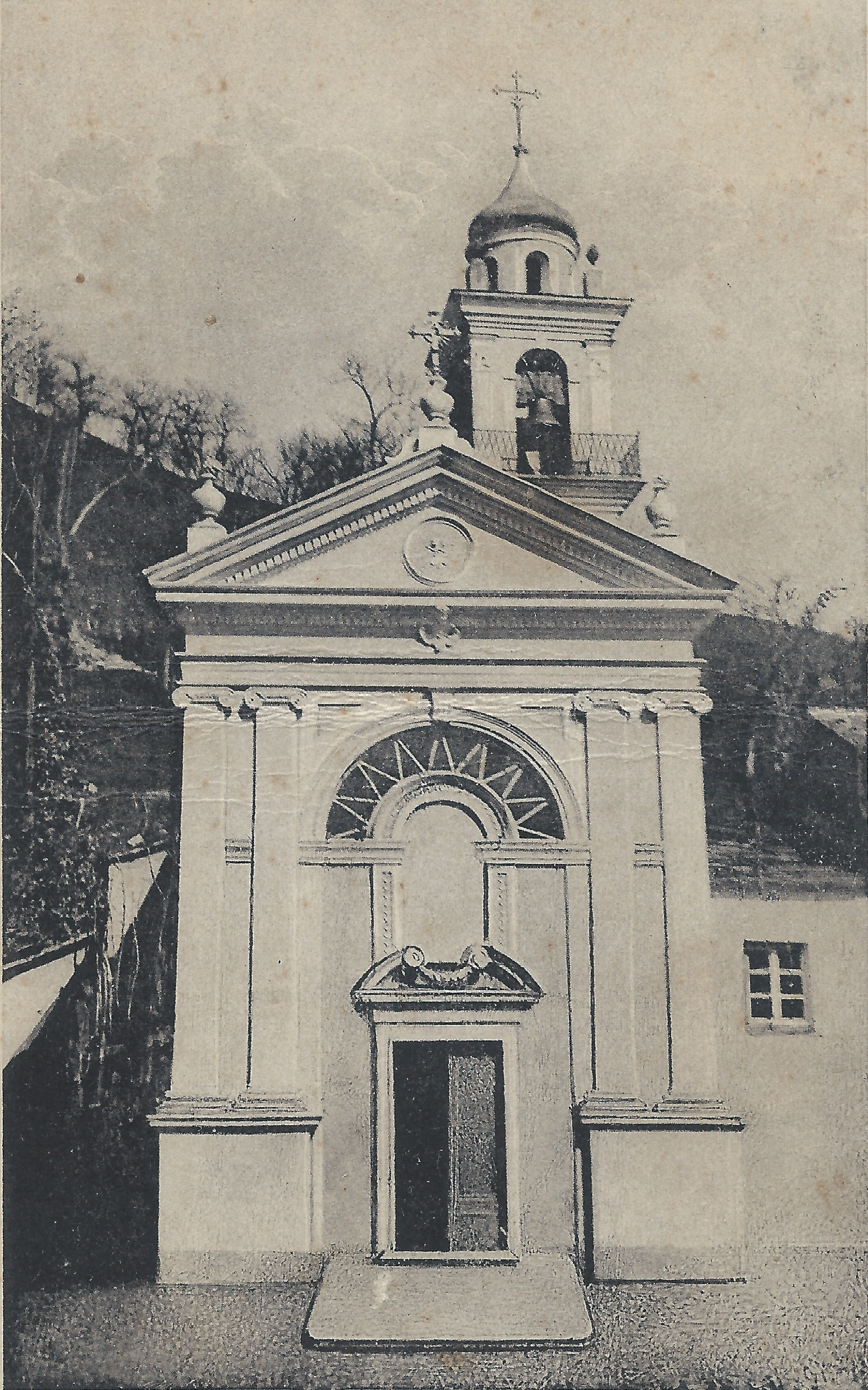
La facciata della chiesa di Boasi nel 1930 circa

L'esistenza del luogo di culto è confermata da un documento risalente al 15 marzo 1304, ma le sue origini sono più antiche, e probabilmente venne costruito sopra uno preesistente in un periodo sconosciuto.
Dal 1351 per decreto dell'arcivescovo di Genova Bertrando Bessaduri, e fino al 1580 con l'arcivescovo Cipriano Pallavicino, venne unita in un rettorato che comprendeva anche le chiese di San Pietro di Davagna e San Colombano Abate di Moranego. Nel 1618 l'arcivescovo Domenico de' Marini la eresse a parrocchia, e da quel periodo iniziano i registri parrocchiali.
Una donazione "per la costruzione del campanile" venne elargita da un abitante il 20 agosto 1671. Un'altra donazione, questa volta nobiliare, proveniente dall'eredità di Isabella Doria nel 1774, fu reindirizzata dall'arcivescovo Giovanni Lercari per riqualificare la chiesa spostandola dalla basilica di Santa Maria delle Vigne. Le donazioni proseguirono e alla fine del XVIII secolo una confraternita attiva di Boasi acquistò una campana per l'edificio religioso. Nel 1863 vennero installate tre nuove campane. La quarta fu installata nel 1899 in concomitanza con i lavori di innalzamento del campanile di cinque metri.

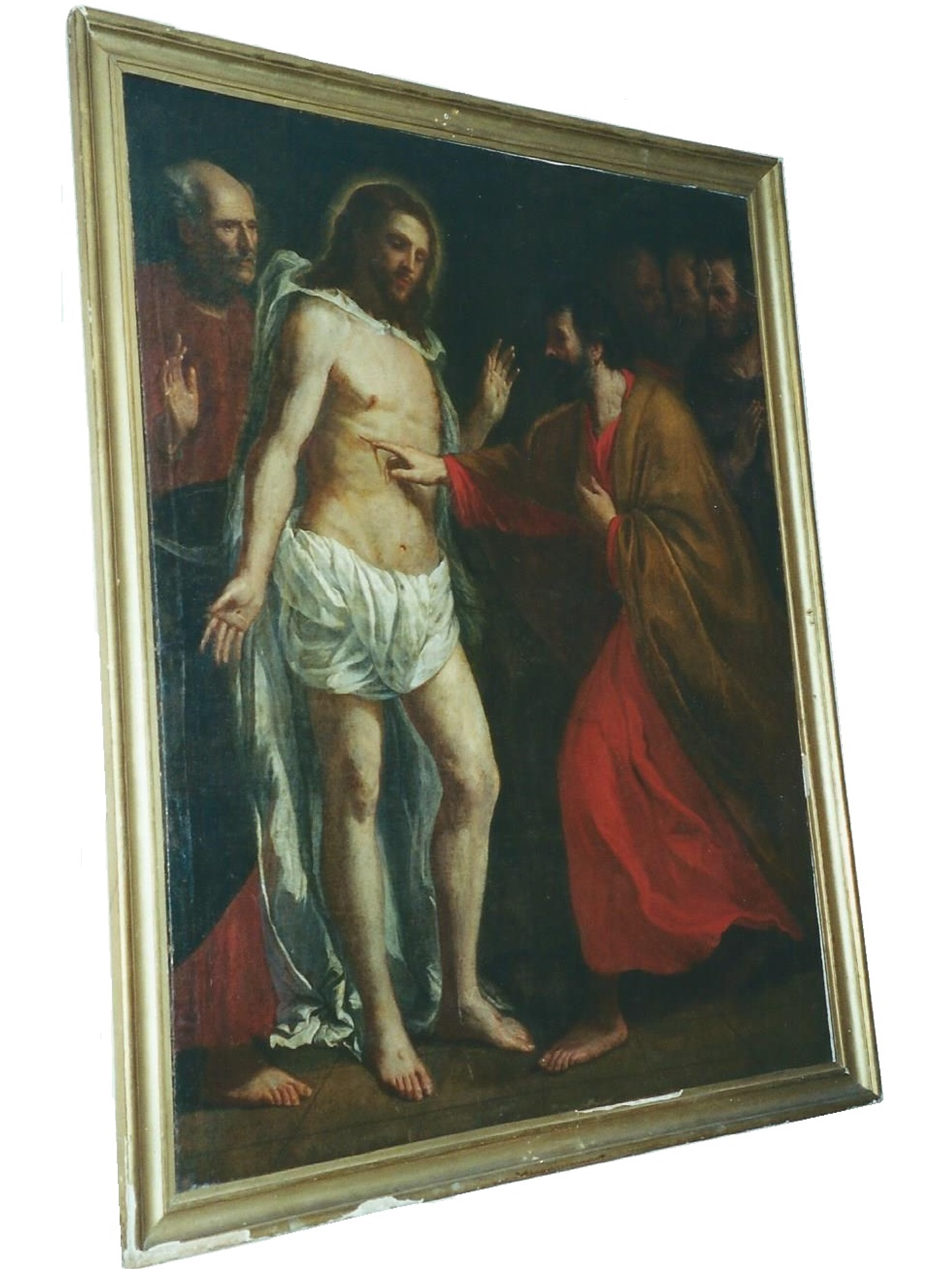
La tela dellIncredulità di san Tommaso rubata a Boasi nel 2005

La chiesa, consacrata il 23 giugno 1917 da monsignor Giovanni Gamberoni, ha una sola navata larga 5 metri con due cappelle al centro, è lunga 9 metri oltre i 6 metri di presbitero e coro, mentre tre sono gli altari presenti nell'edificio. Tra il 2018 e il 2019 è stato eseguito un intervento di restauro della facciata principale e di una parete laterale della chiesa, a 90 anni dalla prima intonacatura fatta tra il 1928 e il 1929.
L'edizione del 31 ottobre 2005 del quotidiano Il Secolo XIX riferisce che a Boasi il 28 ottobre 2005 venne rubata da ignoti una tela di grande valore raffigurante l'Incredulità di san Tommaso, dipinta da un allievo del pittore Andrea Semino nel XVI secolo. L'opera ancora oggi non è stata ritrovata. Le misure della sua cornice erano 150 centimetri di altezza e 122 centimetri di larghezza.
L'edificio della chiesa di Boasi nel 2023 è stato riprodotto con 5.265 mattoncini Lego da un gruppo di volontari del villaggio diventando la prima parrocchia della val Fontanabuona a essere ricostruita in scala reale nei dettagli attraverso la popolare serie giocattolo.

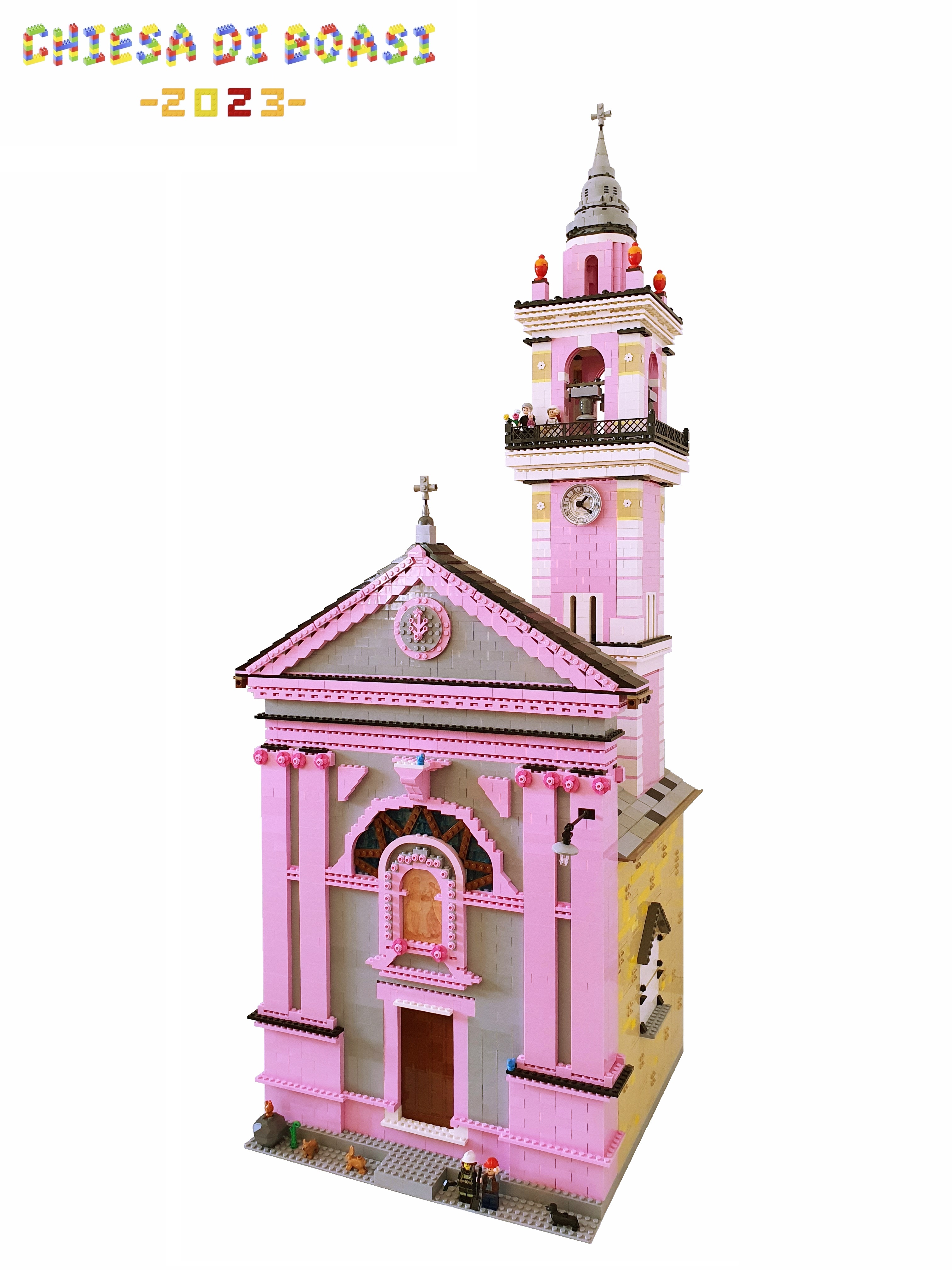
La chiesa di Boasi riprodotta con i Lego nel 2023